# Scheuhaie
Die Scheuhaie (Haploblepharus) sind eine Gattung aus der Familie der Pentanchidae mit vier Arten. Ihr Trivialname leitet sich von ihrem Verhalten ab, sich bei potenzieller Bedrohung zusammenzurollen und die Augen mit dem Schwanz zu bedecken. Die Gattung ist endemisch im Meeresgebiet vor der Küste Südafrikas, wo sie in Flachwasserzonen des Küstenbereichs leben. Alle vier Arten sind klein und haben einen gedrungenen Körper mit breitem, abgeflachtem Kopf und einer abgerundeten Schnauze. Charakteristisch sind sehr große Nasenlöcher mit vergrößerten, dreieckigen Hautlappen, die bis zum Mund reichen.
Scheuhaie sind bodenlebende Jäger, die sich von wirbellosen Tieren (Krebstiere, Meereswürmer) und kleinen Knochenfischen ernähren. Sie sind eierlegend, wobei die Weibchen große Eikapseln ablegen. Aufgrund ihrer Größe werden die für den Menschen harmlosen Haie von Fischern in der Regel nicht genutzt und als Beifang entsorgt.

## Merkmale

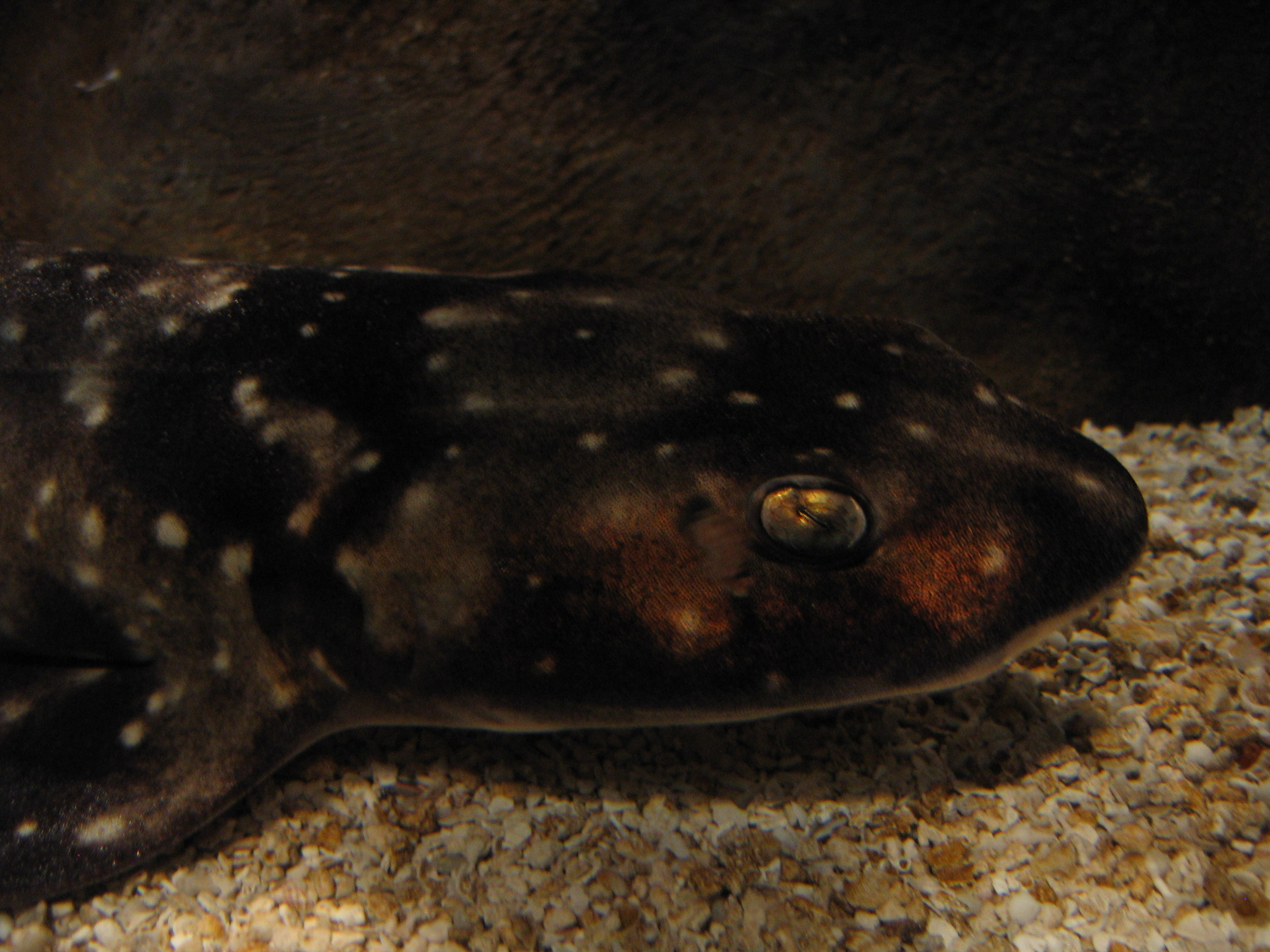
Der breite, abgeflachte Kopf eines Dunklen Katzenhais (H. pictus)

Die Arten der Scheuhaie sind in ihrem Erscheinungsbild sehr ähnlich, können jedoch sicher anhand von morphologischen Merkmalen unterschieden werden. In ihrem Lebensraum ist allerdings ihre unterschiedliche Färbung und Musterung die einzige Art, sie voneinander zu unterscheiden. Diese kann jedoch innerhalb der Arten teilweise sehr stark variieren, wodurch eine Freilandbestimmung problematisch ist. Alle vier Arten sind sehr klein und werden selten länger als etwa 60 Zentimeter.
Scheuhaie haben einen gestauchten, spindelförmigen Körper mit einem kurzen Kopf, der weniger als ein Fünftel der Gesamtlänge ausmacht. Die Grundfärbung des Rückens ist braun und die Tiere besitzen artabhängig eine Zeichnung aus dunkleren Sattelflecken und einer weißen Punktierung. Die Bauchseite ist weiß. Der Kopf ist breit und dorsal abgeflacht, die Schnauze ist abgerundet. Die großen, oval geformten Augen haben katzenartig geschlitzte Pupillen, eine rudimentär ausgebildete Nickhaut und eine prominente Erhöhung unterhalb des Auges. Die Nasenlöcher sind sehr groß und besitzen vorn jeweils ein Paar gattungstypischer und stark vergrößerter, dreieckiger Hautlappen, die zusammengewachsen sind und bis zum Mund reichen. Eine von ihnen verdeckte tiefe Grube verbindet die Ausflussöffnung der Nasenlöcher mit dem Mund, verdeckt von den Nasallappen. Die Mundöffnung ist kurz und gebogen und besitzt Furchen in den Mundwinkeln. Die Zähne haben eine zentrale Zahnspitze und kleinere Nebenspitzen. Die fünf Paar Kiemenspalten sind auf die Körperoberseite verlagert.
Die beiden Rückenflossen setzen sehr weit hinten am Körper an, wobei die erste Rückenflosse hinter dem Ansatz der Bauchflosse und die zweite Rückenflosse hinter der Analflosse beginnt. Die Brustflossen sind breit und mittelgroß ausgebildet, die Rücken-, Bauch- und Analflossen haben etwa die gleiche Größe. Die kurze und breite Schwanzflosse umfasst etwa ein Fünftel der Körperlänge und hat eine tiefe Kerbe in der Nähe der Spitze des oberen Lobus und einen kaum entwickelten unteren Lobus. Die Haut ist dick und von stark verkalkten, blattförmigen Placoidschuppen bedeckt.

## Verbreitung und Lebensraum
Alle vier Arten der Scheuhaie sind endemisch in den Küstengewässern der Südspitze des afrikanischen Kontinents. Drei Arten leben dabei ausschließlich im Küstenbereich von Südafrika, während der Dunkle Katzenhai zudem im Bereich des südlichen Namibias anzutreffen ist.
Die Haie sind bodenlebend und kommen vor allem in flachen Küstengewässern über sandigem und steinigem Untergrund vor.

## Lebensweise

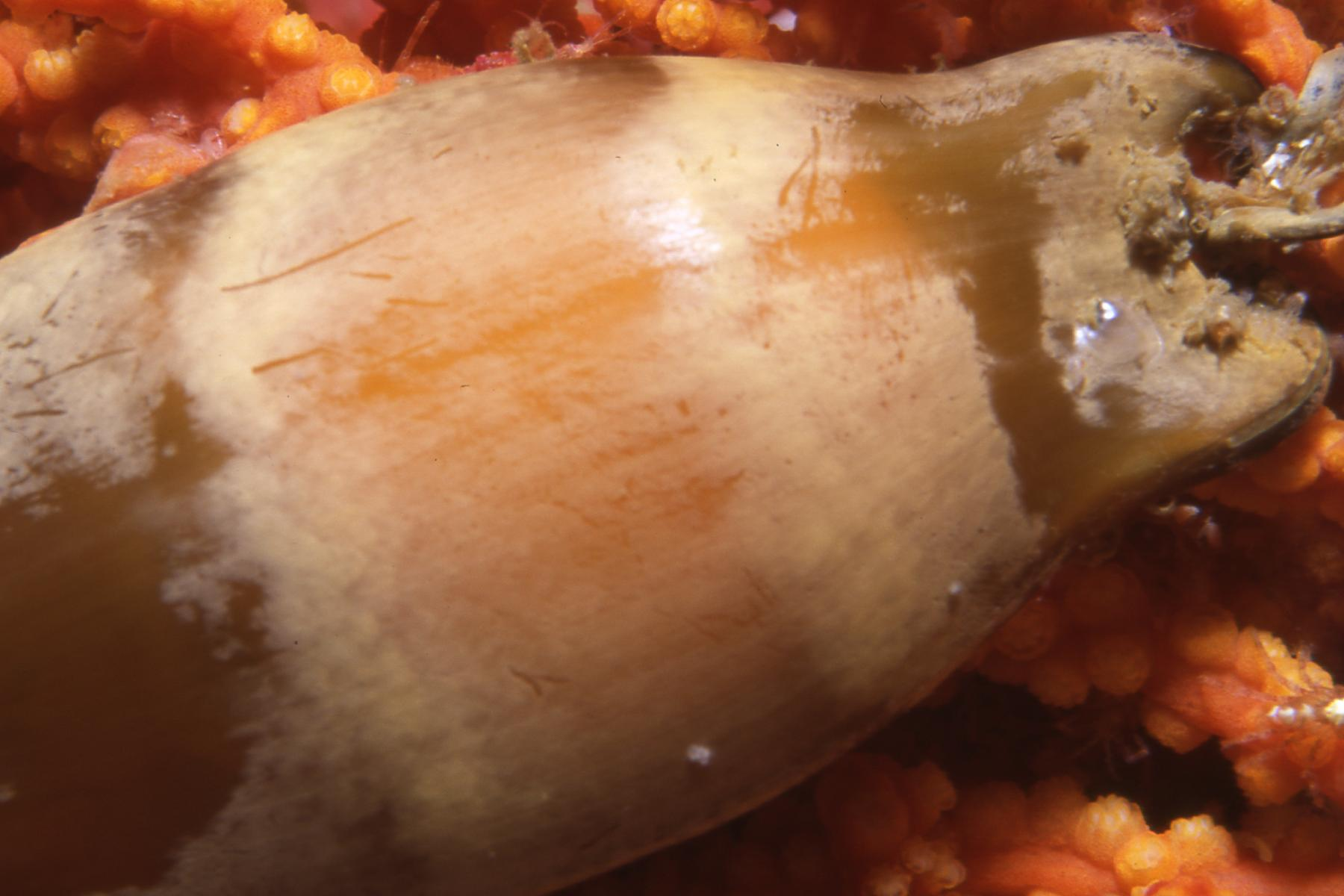
Die Eikapsel eines Puffotter-Katzenhais

Scheuhaie ernähren sich als generalistische Jäger von einer Vielzahl von wirbellosen Tieren, insbesondere Krebstiere und Meereswürmer, und kleinen Knochenfischen. Sie selbst werden vor allem von größeren Fischen und Meeressäugern, vor allem Robben, erbeutet. Bei Bedrohung rollen die Haie ihren Körper zu einem Ring zusammen und bedecken die Augen mit dem Schwanz. Es wird angenommen, dass die Haie auf diese Weise für einen potenziellen Angreifer schwieriger zu schlucken sind.
Scheuhaie sind eierlegend (ovipar) und die Weibchen legen die Eier in der Regel paarweise in Form von Eikapseln mit langen Befestigungsfäden. Die Fortpflanzung erfolgt im gesamten Jahr und es gibt keine abgrenzbare Brutsaison.

## Evolution und Systematik
Die Gattung Haploblepharus wurde 1913 von dem amerikanischen Zoologen Samuel Garman in der 36. Auflage der Memoirs of the Museum of Comparative Zoology, at Harvard College zur Aufnahme des Puffotter-Katzenhais (bis dahin beschrieben als Squalus edwardsii) eingerichtet. Der Name leitet sich von den griechischen Bezeichnungen haplóos für „einzelnes“ und blepharos für „Augenlid“ ab.
1988 wurden die Scheuhaie von Leonard Compagno auf der Basis von morphologischen Merkmalen gemeinsam mit den Izak-Katzenhaien (Holohalaelurus) und den Tiger-Katzenhaien (Halaelurus) in den Tribus Halaelurini innerhalb der Familie der Katzenhaie (Scyliorhinidae) eingeordnet. 2022 wurden sie aufgrund morphologischer und genetischer Daten der Familie Pentanchidae zugeordnet, die 2005 als eigenständige Familie von den Katzenhaien separiert wurden.
Insgesamt umfasst die Gattung der Scheuhaie vier beschriebene Arten:
- Puffotter-Katzenhai (Haploblepharus edwardsii (Schinz, 1822))
- Brauner Katzenhai (Haploblepharus fuscus Smith, 1950)
- Natal-Katzenhai (Haploblepharus kistnasamyi Human & Compagno, 2006)
- Dunkler Katzenhai (Haploblepharus pictus (Müller & Henle, 1838))

Der Natal-Katzenhai (Haploblepharus kistnasamyi) wurde ursprünglich als Lokalform des Puffotter-Katzenhais betrachtet und erst 2006 als eigene Art beschrieben. Durch eine molekularbiologische Untersuchung auf der Basis von drei Genen der mitochondrialen DNA wurde festgestellt, dass der Puffotter-Katzenhai die ursprünglichste Art seiner Gattung darstellt. Der Dunkle Katzenhai (H. pictus) und der Braune Katzenhai (H. fuscus) stellen nach dieser Untersuchung Schwesterarten dar, der Natal-Katzenhai wurde in dieser Untersuchung nicht betrachtet.
|      | Puffotter-Katzenhai (H. edwardsii) und Natal-Katzenhai (H. kistnasamyi)                         |
|      |                                                                                                 |
| N.N. | \| \| Dunkler Katzenhai (H. pictus) \| \| \| \| \| \| Brauner Katzenhai (H. fuscus) \| \| \| \| |
|      | \| \| Dunkler Katzenhai (H. pictus) \| \| \| \| \| \| Brauner Katzenhai (H. fuscus) \| \| \| \| |
|      | Dunkler Katzenhai (H. pictus)                                                                   |
|      |                                                                                                 |
|      | Brauner Katzenhai (H. fuscus)                                                                   |
|      |                                                                                                 |

|  | Dunkler Katzenhai (H. pictus) |
|  |                               |
|  | Brauner Katzenhai (H. fuscus) |
|  |                               |

## Beziehung zum Menschen
Die Arten der Scheuhaie sind für den Menschen harmlos.
Aufgrund ihrer geringen Größe sind die Haie für den kommerziellen Fischfang nicht von Interesse, werden jedoch von Grundschleppnetzfischern sowie von Fischern im Bereich der False Bay als Beifang gefangen und entsorgt. Außerdem werden viele der Haie von Anglern vom Ufer aus gefangen und ebenfalls getötet und entsorgt. Lokal werden die Haie als Köder für den Hummerfang genutzt sowie als Aquariumfische gefangen. Die International Union for Conservation of Nature (IUCN) stuft zwei Arten der Scheuhaie als Arten der Vorwarnliste ein (Near Threatened), da sie zwar innerhalb ihres Verbreitungsgebiets zahlreich sind, dieses jedoch sehr klein ist und sich in einem stark befischten Gebiet befindet und dadurch eine Zunahme der Fischerei oder ein Rückgang der Lebensräume einen potenziell starken Effekt auf die Gesamtpopulationen haben könnte.

## Belege
1. ↑  Human, B.A.: Size-corrected shape variation analysis and quantitative species discrimination in a morphologically conservative catshark genus, Haploblepharus Garman, 1913 (Chondrichthyes: Carcharhiniformes: Scyliorhinidae). In: African Natural History. 3. Jahrgang, 2007, S. 59–73.
2. ↑  Smith, J.L.B., M.M. Smith and P.C. Heemstra: Smiths' Sea Fishes. Struik, 2003, ISBN 1-86872-890-0, S. 91–92.
3. 1 2 3 4 5  Compagno, L.J.V.: Sharks of the World: An Annotated and Illustrated Catalogue of Shark Species Known to Date. Food and Agricultural Organization, Rome 1984, ISBN 92-5101384-5, S. 332.
4. ↑  Dainty, A.M. (2002). Biology and ecology of four catshark species in the southwestern Cape, South Africa. M.Sc. thesis, University of Cape Town.
5. ↑  Bester, C. Biological Profiles: Puffadder Shyshark. Florida Museum of Natural History Ichthyology Department. Abgerufen am 31. August 2009.
6. ↑  Karla D. A. Soares, Kleber Mathubara (2022): Combined phylogeny and new classification of catsharks (Chondrichthyes: Elasmobranchii: Carcharhiniformes). Zoological Journal of the Linnean Society, zlab108, doi: 10.1093/zoolinnean/zlab108
7. ↑  S. P. Iglésias, G. Lecointre & D. Y. Sellos, 2005: Extensive paraphylies within sharks of the order Carcharhiniformes inferred from nuclear and mitochondrial genes. Mol. Phylogenet. Evol., 34: 569–583.
8. ↑  Human, B.A. and Compagno, L.J.V.: Description of Haploblepharus kistnasamyi, a new catshark (Chondrichthyes: Scyliorhinidae) from South Africa. In: Zootaxa. 1318. Jahrgang, 2006, S. 41–58. (PDF)
9. ↑  Human, B.A., E.P. Owen, L.J.V. Compagno and E.H. Harley: Testing morphologically based phylogenetic theories within the cartilaginous fishes with molecular data, with special reference to the catshark family (Chondrichthyes; Scyliorhinidae) and the interrelationships within them. In: Molecular Phylogenetics and Evolution. 39. Jahrgang, Nr. 2, Mai 2006, S. 384–391, doi:10.1016/j.ympev.2005.09.009, PMID 16293425.
10. ↑  Van der Elst, R.: A Guide to the Common Sea Fishes of Southern Africa. third Auflage. Struik, 1993, ISBN 1-86825-394-5, S. 71.
11. ↑  Fowler, S.L., R.D. Cavanagh, M. Camhi, G.H. Burgess, G.M. Cailliet, S.V. Fordham, C.A. Simpfendorfer, and J.A. Musick: Sharks, Rays and Chimaeras: The Status of the Chondrichthyan Fishes. International Union for Conservation of Nature and Natural Resources, 2005, ISBN 2-8317-0700-5, S. 265–266.